# Aeroporto Internacional de João Pessoa-Bayeux
Presidente Castro Pinto International Airport is het vliegveld van João Pessoa, Brazilië en ligt in de naburige gemeente Bayeux. Het vliegveld is genoemd naar João Pereira de Castro Pinto (1863-1944), een rechter, schrijver en voormalige Gouverneur van Paraíba.
Het vliegveld wordt beheerd door Infraero.

## Geschiedenis
Het vliegveld werd officieel geopend op 20 augustus 1957 en wordt sinds 1 februari 1979 beheerd door Infraero.
Tussen 1980 en 1981 werden er door Infraero grootschalige renovatie- en uitbreidingswerkzaamheden uitgevoerd aan de startbaan, taxibanen en het platform. In 1983 werd een nieuwe cargo terminal geopend. In 1985 werd de nieuwe passagiersterminal geopend, die in 1995 gerenoveerd en uitgebreid werd.

## Bereikbaarheid
Het vliegveld bevindt zich 12 kilometer van het centrum van João Pessoa.